# Attila Molnár (atleta)
Attila Molnár (Budapest, 17 gennaio 2002) è un velocista ungherese, che ha vinto la medaglia d'oro nei 400 metri piani ai campionati europei indoor 2025.

## Record nazionali
Seniores
- 400 metri piani: 44"84 ( Budapest, 20 agosto 2023)
- 400 metri piani indoor: 45"08 ( Ostrava, 4 febbraio 2025)
- Staffetta 4x400 m: 3'02"09 ( Roma, 11 giugno 2024) (Ernő Steigerwald, Patrik Simon Enyingi, Zoltán Wahl, Attila Molnár)
- Staffetta 4x400 m mista: 3'14"08 ( Budapest, 19 agosto 2023) (Attila Molnár, Bianka Kéri, Zoltán Wahl, Janka Molnár)
- Staffetta 4x400 m indoor: 3'06"03 ( Nanchino, 23 marzo 2025)

## Progressione

### 400 metri piani
| Stagione | Misura   | Luogo          | Data      | Rank. Mond. |
| -------- | -------- | -------------- | --------- | ----------- |
| 2025     | 45"08(i) | Ostrava        | 4-2-2025  |             |
| 2024     | 45"04    | Roma           | 9-6-2024  |             |
| 2023     | 44"84    | Budapest       | 20-8-2023 |             |
| 2022     | 46"67    | Pápa           | 6-9-2022  |             |
| 2021     | 47"08    | Debrecen       | 26-6-2021 |             |
| 2020     | 47"43    | Budapest       | 29-8-2020 |             |
| 2019     | 48"01    | Baku           | 23-7-2019 |             |
| 2018     | 48"49    | Budapest       | 1-9-2018  |             |
| 2017     | 50"24    | Székesfehérvár | 27-5-2017 |             |

## Palmarès
| Anno | Manifestazione  | Sede      | Evento            | Risultato      | Prestazione | Note             |
| ---- | --------------- | --------- | ----------------- | -------------- | ----------- | ---------------- |
| 2018 | Europei U18     | Győr      | 400 m piani       | Batteria       | 48"96       |                  |
| 2018 | Europei U18     | Győr      | Staffetta svedese | 7º             | 1'56"08     |                  |
| 2021 | Europei U20     | Tallinn   | 400 m piani       | Semifinale     | 47"28       |                  |
| 2021 | Europei U20     | Tallinn   | 4x400 m           | 7º             | 3'10"49     |                  |
| 2022 | Europei         | Monaco    | 4x400 m           | Batteria       | 3'04"71     |                  |
| 2023 | Europei U23     | Espoo     | 400 m piani       | Bronzo         | 45"36       |                  |
| 2023 | Mondiali        | Budapest  | 400 m piani       | Semifianle     | 45"02       | [ 2 ]            |
| 2023 | Mondiali        | Budapest  | 4x400 m           | Batteria       | 3'02"65     | Record nazionale |
| 2023 | Mondiali        | Budapest  | 4x400 m mista     | Batteria       | 3'14"08     | [ 3 ]            |
| 2024 | Mondiali indoor | Glasgow   | 400 m piani       | 5º             | 46"11       | [ 4 ] [ 5 ]      |
| 2024 | World Relays    | Nassau    | 4x400 m mista     | Qual. Olimpica | 3'18"78     | [ 6 ]            |
| 2024 | Europei         | Roma      | 400 m piani       | 6º             | 45"07       | [ 7 ]            |
| 2024 | Europei         | Roma      | 4x400 m           | 8º             | 3'02"10     | [ 8 ]            |
| 2024 | Olimpiade       | Parigi    | 400 m piani       | Ripescaggi     | 45"45       | [ 9 ]            |
| 2025 | Europei indoor  | Apeldoorn | 400 m piani       | Oro            | 45"25       | [ 8 ]            |
| 2025 | Mondiali indoor | Nanchino  | 400 m piani       | 4º             | 45"77       |                  |
| 2025 | Mondiali indoor | Nanchino  | 4×400 m           | Bronzo         | 3'06"33     | Record nazionale |

## Campionati nazionali
- 3 volte campione nazionale ungherese indoor della staffetta 4x400 m (2022, 2023, 2024)
- 3 volte campione nazionale ungherese indoor dei 400 metri piani (2022, 2023, 2024)
- 3 volte campione nazionale ungherese dei 400 metri piani (2021, 2022, 2024)
- 3 volte campione nazionale ungherese della staffetta 4x400 m (2021, 2022, 2025)
- 1 volta campione nazionale ungherese dei 200 metri piani (2024)
- 1 volta campione nazionale ungherese indoor dei 200 metri piani (2025)

2021
- Bronzo ai campionati ungheresi indoor (Nyíregyháza), 400 m piani - 49"04
- Argento ai campionati ungheresi indoor (Nyíregyháza), 4x400 m piani - 3'19"16
- Oro ai Campionati ungheresi (Budapest), 400 m piani - 47"08
- Oro ai Campionati ungheresi (Budapest), 4x400 m - 3'14"90

2022
- Oro ai campionati ungheresi indoor (Nyíregyháza), 400 m piani - 47"05
- Oro ai campionati ungheresi indoor (Nyíregyháza), 4x400 m piani - 3'11"88
- Oro ai Campionati ungheresi (Budapest), 400 m piani - 47"01
- Oro ai Campionati ungheresi (Budapest), 4x400 m - 3'09"61

2023
- Oro ai campionati ungheresi indoor (Nyíregyháza), 400 m piani - 46"66
- Oro ai campionati ungheresi indoor (Nyíregyháza), 4x400 m piani - 3'13"72

2024
- Oro ai campionati ungheresi indoor (Nyíregyháza), 400 m piani - 46"45
- Oro ai campionati ungheresi indoor (Nyíregyháza), 4x400 m piani - 3'14"49
- Oro ai Campionati ungheresi (Budapest), 200 m piani - 20"84
- Oro ai Campionati ungheresi (Budapest), 400 m piani - 45"20

2025
- Oro ai campionati ungheresi indoor (Nyíregyháza), 200 m piani - 21"08

## Altre competizioni internazionali
2019
- Bronzo al Festival olimpico della gioventù europea ( Baku), 400 m piani - 48"09
- 5º al Festival olimpico della gioventù europea ( Baku), Staffetta svedese - 1'56"31

2021
- 5º ai Campionati europei a squadre ( Stara Zagora), 400 m piani - 47"27

2023
- Oro ai Campionati europei a squadre ( Chorzów), 400 m piani - 45"30

## Riconoscimenti
- Atleta magiaro dell'anno U23 (2023, 2024)